# Гани, Мариам
Мариам Гани (род. 1978, Бруклин, Нью-Йорк) — американская деятельница искусств афганского происхождения, дочь бывшего президента Афганистана Ашрафа Гани.

## Биография
Родилась в семье афганца Мухаммада Ашрафа Гани и его жены, гражданки Ливана — Рулы Гани. Семья Гани проживала в пригороде Мэриленда, находилась в изгнании, и Мириам не могла поехать в Афганистан до 2002 года.
Окончила Нью-Йоркский университет и Школу визуальных искусств на Манхэттене. Является резидентом центра искусства и технологий в Нью-Йорке Eyebeam и работает на факультете визуальных искусств в Беннингтон-колледже.
Работает в области искусства над художественными и кинопроектами. Свои работы представляет на выставках в США и за рубежом. В дополнение к своим творческим работам, Гани занимается журналистикой, а также пишет и читает лекции по вопросам, затрагивающим афганскую диаспору. Она является членом Gulf Labor Working Group по защите интересов рабочих, строящих музеи в Абу-Даби; борется за права женщин и человека.
На Мариам Гани обращено пристальное внимание СМИ в связи с бегством её отца из Афганистана в августе 2021 года. В том же месяце российский киновед Дарья Митина отмечала про неё: «Она талантливый художник и режиссёр-документалист, много снимает о своей исторической Родине». В своем последнем фильме на тот момент, по словам Митиной, Гани «с большой ностальгией показывает Афганистан 70-х — 80-х и напрямую признает, что лучший период истории её родной страны связан с дружбой с Советским Союзом».